# 1964 في بلغاريا
فيما يلي قوائم الأحداث التي وقعت خلال عام 1964 في بلغاريا.

## رياضة
- 18 يوليو – الدوري البلغاري الممتاز 1964-65 الفائز ليفسكي صوفيا.

## مواليد

### يناير
- 4 يناير – خريستو شوبوف

### فبراير
- 26 فبراير – بيتار خوبتشيف
- 29 فبراير – سفيلين روسينوف ملاكم بلغاري.

### مارس
- 31 مارس – نيكولاي إيلييف لاعب كرة قدم بلغاري.

### مايو
- 9 مايو – ألكسندر فاربانوف ربّاع بلغاري.
- 14 مايو – روسن بليفنلييف

### يونيو
- 20 يونيو – ديان كيريلوف ملاكم بلغاري.

### يوليو
- 7 يوليو – بونتشو جينتشيف لاعب كرة قدم بلغاري.
- 28 يوليو – أليكساندر خريستوف ملاكم بلغاري.

### سبتمبر
- 18 سبتمبر – كورت هانسن لاعب شطرنج دنماركي.
- 21 سبتمبر – خريستو كوليف لاعب كرة قدم بلغاري.

## وفيات

### أكتوبر
- 1 أكتوبر – ستيفان أنغيلوف (مواليد 1878)